# Медієшу-Ауріт (комуна)
Медієшу-Ауріт (рум. Medieșu Aurit) — комуна у повіті Сату-Маре в Румунії. До складу комуни входять такі села (дані про населення за 2002 рік):
- Бебешешть (704 особи)
- Йожиб (1140 осіб)
- Медієш-Вій (337 осіб)
- Медієш-Ритурі (322 особи)
- Медієшу-Ауріт (2704 особи) — адміністративний центр комуни
- Потеу (1164 особи)
- Роминешть (878 осіб)

Комуна розташована на відстані 436 км на північний захід від Бухареста, 18 км на схід від Сату-Маре, 117 км на північ від Клуж-Напоки.

## Населення
За даними перепису населення 2002 року у комуні проживали 7249 осіб.
Національний склад населення комуни:
| Національність   | Кількість осіб | Відсоток |
| ---------------- | -------------- | -------- |
| румуни           | 5691           | 78,5%    |
| угорці           | 1337           | 18,4%    |
| цигани           | 184            | 2,5%     |
| німці            | 36             | 0,5%     |
| росіяни-липовани | 1              | < 0,1%   |

Рідною мовою назвали:
| Мова      | Кількість осіб | Відсоток |
| --------- | -------------- | -------- |
| румунська | 5714           | 78,8%    |
| угорська  | 1527           | 21,1%    |
| циганська | 6              | 0,1%     |
| німецька  | 2              | < 0,1%   |

Склад населення комуни за віросповіданням:
| Релігія            | Кількість осіб | Відсоток |
| ------------------ | -------------- | -------- |
| православні        | 5376           | 74,2%    |
| реформати          | 1041           | 14,4%    |
| римо-католики      | 420            | 5,8%     |
| греко-католики     | 235            | 3,2%     |
| п'ятдесятники      | 70             | 1,0%     |
| баптисти           | 54             | 0,7%     |
| бретрени           | 13             | 0,2%     |
| адвентисти         | 4              | 0,1%     |
| не вказали релігію | 1              | < 0,1%   |